# Груйчо Дочев
Груйчо Дочев е български народен певец от Тракийската фолклорна област.

## Биография
Роден е на 24 май 1934 година в Харманли. На 16 години участва в прегледи на художествената самодейност и печели първи места. Забелязан е от фолклористката Мария Кутева, която го кани в Държавния ансамбъл за народни песни и танци. В ансамбъл „Филип Кутев“ Груйчо Дочев е едновременно певец, танцьор и тъпанджия. С ансамбъла гастролира в едни от най-престижните концертни зали по света. Груйчо Дочев записва много песни за фонотеката на БНР и „Балкантон“, снима филми в БНТ. Сред най-известните му песни са „Рано ранила Грозданка“, „Кине ле“, „Дено, мъри“. Има дуети със Стоянка Бонева. Умира на 16 януари 2014 година в София.